# Emmanuel Rougier
Pour les articles homonymes, voir Rougier.
L'abbé Emmanuel Rougier, né le 26 août 1864 à La Chomette et mort le 16 décembre 1932 à Tahiti.

## Biographie
Ordonné prêtre en 1888, il part la même année, accompagné de Mgr Vidal, pour les îles Fidji où il devient un missionnaire très actif mais aussi très indépendant de sa hiérarchie avec laquelle il entre souvent en conflit. Il hérite d'un bagnard néo-calédonien une fortune colossale qu'il conserve à son seul bénéfice. Il achètera notamment les îles Fanning et Washington qu'il revendra pour acquérir, en 1907, l'île Christmas où il fonde une cocoteraie employant de nombreux Tahitiens.
Exclu de la société de Marie (Frères maristes) en 1909, il assume son destin d'homme d'affaires (allant jusqu'à faire du trafic d'alcool pendant la prohibition américaine) et s'installe à Tahiti d'où il gère ses affaires et devient un acteur important de la vie politique et économique de la colonie. Colon fortuné, il vit dans sa très belle propriété de Taaone à Pirae. Il s'intéresse à l'ethnographie et fut un des premiers présidents de la Société des études océaniennes.
En 1925, le Père Rougier, malade, confie l'administration de l‘île Christmas à son neveu Paul-Emmanuel Rougier. En août 1932, le navigateur Fred Rebell fait escale sur l'île lors de sa traversée en solitaire de l'océan Pacifique. Il est l'hôte de Paul Rougier, « élégant Français arborant une barbiche à la flamande ». Paul Rougier lui fait visiter une prospère exploitation de coprah employant une centaine de travailleurs tahitiens sur plus de 500 000 cocotiers pour une production annuelle de plus de 6 000 tonnes.